# دليل معرفي
الدليل المعرفي، وهو ما يعرف بالمصطلح الإنجليزي (Body of Knowledge - اختصاراً BOK أو BoK) هو مصطلح يستخدم لتمثيل مجموعة كاملة من المفاهيم والمصطلحات والأنشطة التي تشكل مجالاً مهنياً، كما هو محدد من قبل جهة ذات صلة كهيئة مهنية.
ففي حين يستخدم مصطلح جسم معرفي لوصف الوثيقة التي تحدد تلك المعرفة أيضاً، إلا أن هذا المصطلح في حد ذاته هو أكثر من مجرد مجموعة من التعريفات أو مكتبة دليلية أو موقع على شبكة الإنترنت أو مجموعة من المواقع الإلكترونية، أو وصف للوظائف المهنية، أو حتى مجموعة من المعلومات. بل هو عبارة عن أنطولوجية (علم المعلومات).

## أمثلة على أدلة المعرفة
فيما يلي أمثلة على أدلة المعرفة التابعة لهيئات مهنية:
- الدليل المعرفي للطب الإشعاعي - موجّه للعاملين بمجال الأشعة.
- الدليل المعرفي لعلم الحاسوب - مستخدم لتعريف منهج علم الحاسوب.
- الدليل المعرفي لتحليل الأعمال (BABOK)- من المعهد الدولي لتحليل الأعمال؛ وهو موجّهة للمختصين بمجال تحليل الأعمال.
- الدليل المعرفي للهندسة المدنية
- الدليل المعرفي المشترك للمختصين بأمن المعلومات
- الدليل المعرفي الكندي لتكنولوجيا المعلومات (CITBOK)
- الدليل المعرفي لهندسة البرمجيات (SWEBOK)
- الدليل المعرفي لإدارة المشاريع (PMBOK) - من معهد إدارة المشاريع
- الدليل المعرفي للمعلومات الجغرافية والعلوم والتكنولوجيا المتعلقة بها (GISTBoK)
- الدليل المعرفي للعمارة
- الدليل المعرفي لإدارة البيانات (DMBOK)
- الدليل المعرفي للنمذجة والمحاكاة
- الدليل المعرفي للعلاج بالتدليك (MTBOK)
- الدليل المعرفي للمقاولات (IACCM)
- الدليل المعرفي لمهنة التصميم الداخلي.[1]